# 100 Million BC
100 Million BC ist ein US-amerikanischer Science-Fiction-Film von Regisseur Griff Furst aus dem Jahr 2008. Der von The Asylum produzierte Film ist ein Mockbuster zu Roland Emmerichs 10.000 B.C., der im selben Jahr entstand. Der Film wurde in Deutschland am 30. April 2009 als DVD veröffentlicht.

## Handlung
Zwei Höhlenforscher entdecken bei einer Untersuchung in Argentinien einen Dinosaurierschädel sowie 70 Millionen Jahre alte Inschriften und Zeichnungen an den Wänden einer Höhle, die an den ehemaligen Militärwissenschaftler Frank Reno gerichtet sind.
In einer Besprechung mit Soldaten eines Geheimkommandos erklärt dieser, dass 1949 ein Erkundungsteam, dem auch sein Bruder Erik angehörte, durch ein Zeitportal 70 Millionen Jahre in die Vergangenheit geschickt wurde. Das Team konnte jedoch durch einen Rechenfehler Renos nicht mehr zurückgeholt werden. Die Truppe soll zusammen mit Reno nun ebenfalls in die Vergangenheit reisen, um das Forschungsteam zu suchen und mit ihm zurückzukehren.
In der Urzeit angekommen, sterben einige Soldaten nach Angriffen von prähistorischen Dinosauriern und Pflanzen. Bei einem Angriff eines Dinosaurierrudels kommen den Soldaten vier Menschen mit Speeren zu Hilfe und töten die Angreifer. Es stellt sich heraus, dass diese die letzten Überlebenden des Erkundungsteams sind, die seit etwa sechs Jahren in der Urzeit leben; auch Renos Bruder Erik ist unter ihnen. Auf dem Weg zurück zum Zeitportal werden sie von Big Red, einem Tyrannosaurus, angegriffen und können knapp entkommen. Auf der weiteren Reise verlieren sie einen weiteren Mann durch den Angriff eines Flugsauriers.
Am Portal angelangt, bleibt Reno zurück, weil es eine Person wieder schließen muss. Nachdem alle hindurchgegangen sind, greift Big Red jedoch Reno an und gelangt ebenfalls in die Gegenwart. Es folgt eine wilde Verfolgungsjagd mit Hubschraubern und Autos durch die Stadt. Die vier überlebenden Forscher wollen den Dinosaurier in einen Tunnel locken, was aber misslingt. Plötzlich taucht der junge Frank Reno aus dem Jahr 1950 auf, der die Zeitreise-Geräte mit sich führt. Als sie wieder angegriffen werden, schickt Frank Reno den Dinosaurier durch das Zeitportal zurück in die Vergangenheit. Danach öffnet er nochmals ein Portal in das Jahr 1950, durch das er und zwei weitere Mitglieder des Forschungsteams in ihre richtige Zeit gehen. Die beiden anderen bleiben in der Gegenwart, um das Portal wieder zu schließen.

## Kritik
„Klare Empfehlung für Trash-Fans, allen anderen sei aus Sorge um das Wohl unschuldiger Bildschirme vom Konsum dieses Filmes abgeraten.“

„Was kann man von einem Film erwarten, der wohl nicht zufälligerweise im Titel an Roland Emmerichs immerhin tricktechnisch besser gelungenen „10.000 B.C.“ anspielt und praktisch gleichzeitig mit diesem erschien? Am besten gar nichts, denn exakt dies liefert der Streifen dem geneigten Zuschauer. Während der Plot anfangs noch eine nachvollziehbare Handlung aufweist, gerät dieser mehr und mehr in den Hintergrund und endet mit einem verwirrenden Showdown. Eine wesentliche Rolle spielt dies angesichts des in allen Belangen lausigen Ergebnisses nicht. Wie sich die gestandenen Schauspieler Michael Gross und Christopher Atkins („Die blaue Lagune“) in diesen über weite Strecken hinweg hirnbefreiten Science-Fiction-Lacher verirren konnten, bleibt ein Mysterium. Ebenso wie die Frage, ob die unterirdisch miesen Spezialeffekte in ihrer unfassbaren Grottigkeit tatsächlich beabsichtigt waren. Selbst in einem Film oder einer Fernsehserie der frühen 1990er Jahre, einer Zeit, als CGI-Animationen für eine tricktechnische Revolution sorgten, hätten diese äußerst peinlich gewirkt.“